# Enneapterygius bahasa
Enneapterygius bahasa är en fiskart som beskrevs av Fricke, 1997. Enneapterygius bahasa ingår i släktet Enneapterygius och familjen Tripterygiidae. Inga underarter finns listade i Catalogue of Life.